# Стресс меньшинств
Стресс меньшинств — хронически высокий уровень стресса, с которым сталкиваются члены стигматизированных групп меньшинств. Он может быть вызван рядом факторов, включая плохую социальную поддержку и низкое социально-экономическое положение. Основными причинами стресса меньшинств являются предрассудки и дискриминация со стороны как отдельных индивидуумов, так и общества.
Многочисленные научные исследования показали, что в отношении групп меньшинств распространено большое количество предрассудков, вызывающих стрессовые реакции (например, высокое кровяное давление, тревожность) и с течением времени приводящих к ухудшению психического и соматического здоровья. Теория стресса меньшинств обобщает эти научные исследования, чтобы объяснить, как сложные социальные ситуации приводят к хроническому стрессу и ухудшению здоровья среди представителей маргинализованных социальных групп.